# Universidad Federal de Paraná
La Universidade Federal do Paraná (UFPR), Universidad Federal de Paraná— es la universidad brasileña más antigua, fundada el 19 de diciembre de 1912, inicialmente con el nombre de Universidade do Paraná.

La UFPR funcionó como facultades aisladas hasta 1946 y fue federalizada en 1951, pasando a ser una institución pública y a ofrecer enseñanza gratuita.

Actualmente las instalaciones de la universidad están ubicadas en varios puntos de Curitiba y en otras ciudades de Paraná, en esta institución hay 60 opciones de cursos de graduación, 124 de especialización, 41 de maestría y 26 de doctorado.
Hay más de 183 colegios y universidades en el estado de Paraná.

## Historia
Durante la etapa colonial portuguesa la demanda local menor de especialistas teológicos y jurídicos fue ampliamente cubierta por los colegios jesuitas (desde 1549), mientras que los estudiantes que aspiraban a la educación superior tenían que cursar estudios en la Universidad de Coímbra. En lugar de las universidades, o «estudios generales», los portugueses favorecieron la creación de academias profesionales para responder a la necesidad local de técnicos y profesionales cualificados, entre ellos la creación de la primera escuela de ingeniería de las Américas, en Río de Janeiro el año 1792, y de las escuelas de medicina y cirugía en Bahía y Río de Janeiro, en 1808. Otras escuelas superiores (el equivalente a las facultades) surgen desde 1827.
En 1892 el intelectual paranaense José Francisco da Rocha Pombo colocaría, en la explanada Ouvidor Pardinho, la piedra fundamental de la Universidad de Paraná. El proyecto, desgraciadamente, se frustró por el Movimento Federalista que impidió la creación de la universidad.

Veinte años después, en 1912 el estado contaba con un reducido número de intelectuales (apenas nueve médicos y cuatro ingenieros) sin embargo tenía un gran incremento en su desarrollo debido a la producción de yerba mate.

Como se ha dicho, un acontecimento de la época fue que las alianzas políticas se empeñasen en la creación de una universidad: En el episodio conocido como Revolta do Contestado el estado de Paraná había perdido una gran franja de tierras en favor de Santa Catarina. En este contexto, Victor Ferreira do Amaral, diputado y director de instrucción pública de Paraná, lideró la creación efectiva de la Universidad.

El 19 de diciembre de 1912 se fundó la universidad, y en 1913, en un antiguo edificio de la calle Comendador Araújo, inició sus actividades (como institución particular). Los primeros cursos ofertados fueron Ciencias Jurídicas y Sociales, Ingeniería, Medicina y Cirugía, Comercio, Odontología, Farmacia y Obstetrícia. Después de haberse fundado la Universidad de Paraná, Victor Ferreira do Amaral, que fue también el primer rector, dio inicio a la construcción de un edificio central en un terreno donado por la prefectura.

Entretanto, con la recesión económica causada por la Primera Guerra Mundial vieron las primeras dificultades.

En 1920 una ley federal determinó el cierre de las universidades, donde el gobierno federal desaprovaba iniciativas independientes de los estados. Así mismo, de forma contradictoria, el gobierno creó la Universidad de Río de Janeiro. La solución encontrada en la época para evitar el cierre de la institución fue el desmembramiento de la UFPR en varias facultades.

Durante varios años hubo una larga lucha para restaurar la universidad. Solamente a inicio de los años 50 las facultades fueron reunidas nuevamente en la Universidad de Paraná, poco antes de la federalización. De este modo, con conflicto, la UFPR llegó hasta nuestros días. 

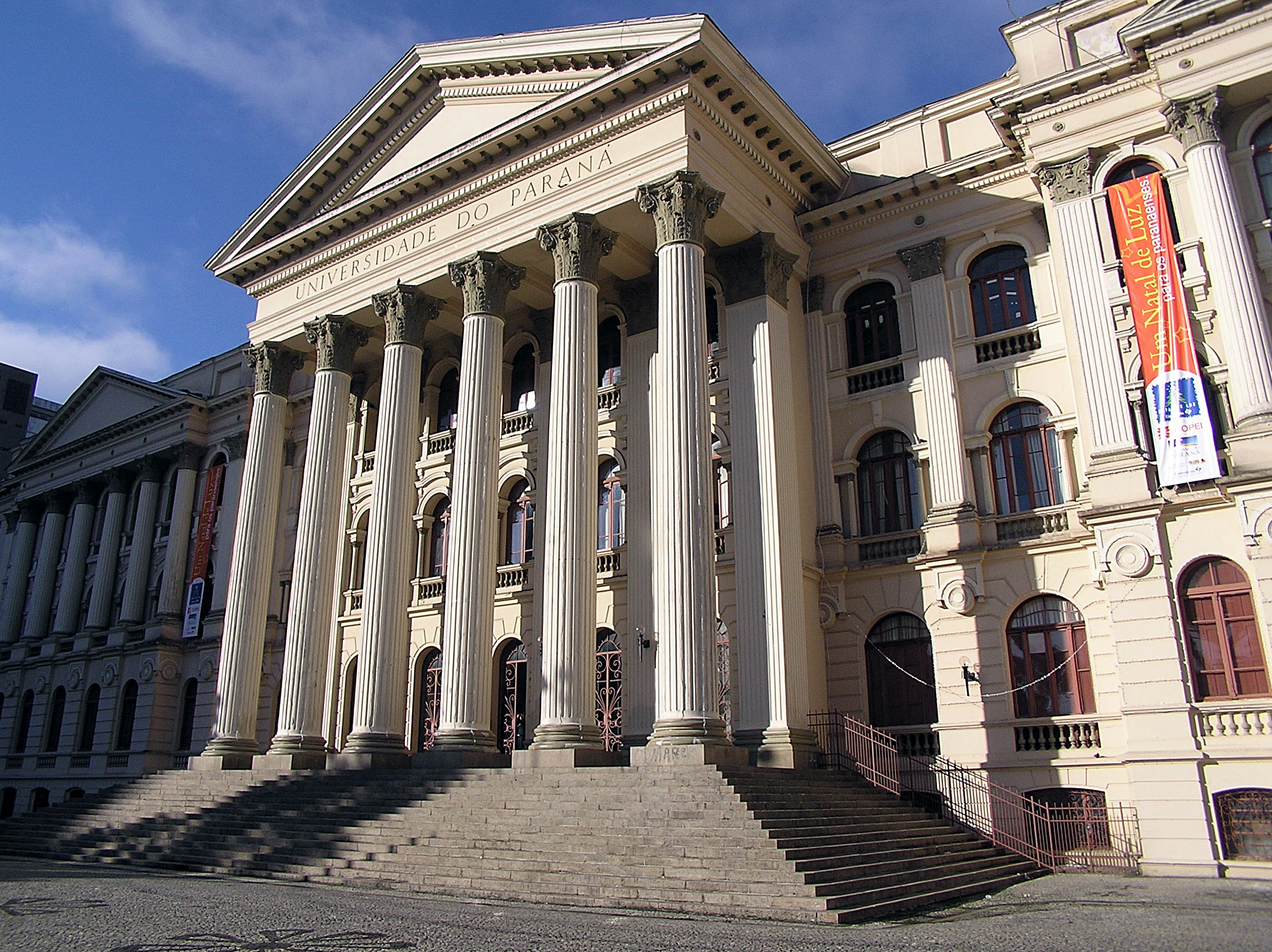
UFPR - Campus Santos Andrade

### Sede histórica
La construcción localizada en la plaza Santos Andrade se inició en 1913, un año después de la fundación de la UFPR. El proyecto del ingeniero militar Baeta de Faria consta de apenas un bloque de cinco plantas y una cúpula central. Se Inauguró en 1915.

Siete años después, en 1923, hubo una ampliación con la construcción de los bloques laterales, conforme al proyecto original. El sector derecho se terminó pronto en 1925 y pasó a albergar el curso de Ingeniería. En el año siguiente se concluye el sector izquierdo, que recibe el curso de odontología.
Que da origen después de algunos años a la llamada Associação Brasileira de Odontologia (Sección Paraná) ABO - PR.
Nuevas ampliaciones fueron realizadas en el lado derecho y el edificio recibió una nueva pintura en 1940.

Fueron realizadas más obras extendiendo el edificio en el sentido de la calle XV de Novembro que terminarían en 1951. Un año después nuevas obras en el sector derecho, obligan a la demolición de parte de la fachada lateral construida en 1940.

En 1954 el edificio pasó a ocupar una cuadra entera, entre la plaza Santos Andrade, R. XV de Novembro, R. Presidente Faria y Trav. Alfredo Bufren. Las últimas modificaciones se hicieron, después de tantas ampliaciones se poyectaron, una nueva fachada con columnas y una amplia escalinata, y la cúpula cubierta se retiró. La inauguración de la obra con 17 mil metros cuadrados en estilo neoclásico, ocurrió en 1955.

En el año de 1999, el prefecto de Curitiba asignó al edificio, el papel de símbolo oficial de la ciudad.

## Comisiones
- Comissão Permanente de Pessoal Docente - CPPD
- Comissão Permanente de Pessoal Técnico-Administrativo - CPPTA
- Comissão Institucional de Avaliação Desempenho Docente - CIADD
- Centro de Estudos e Pesquisas Arqueológicas da Universidade Federal do Paraná - CEPA

## Laboratorios
- Centro de Capacitação e Consultoría do Departamento de Ciência e Gestão da Informação do Setor de Ciências Sociais Aplicadas - 3CGI
- Centro de Computação Científica e Software Livre - C3SL
- Centro de Estudos do Mar - CEM
- Centro de Microscopia Eletrônica - CME
- Centro de Pesquisa e Processamento de Alimentos - CEPPA
- Ciências Sociais Aplicadas - CCCGI
- Centro de Estudos de Engenharia Civil Prof. inaldo Ayres Vieira - CESEC
- Instituto de Tecnología para o Desenvolvimento - LATEC
- Laboratório de Análises Clínicas veterinárias
- Laboratório de Eletroquímica de Superficies e Corrosão - LESC
- Laboratório de Estudos em Monitoramento e Modelagem Ambiental - LEMMA
- Laboratório de Inventário Florestal
- Laboratório de Minerais e Rochas - LAMIR
- Laboratório de Nutrição Animal do Departamento de Zootecnia
- Laboratório de Paisagismo
- Laboratório de Pesquisas Hidrogeológicas - LPH
- Laboratório de Proteção Florestal
- Laboratório de Óptica de Raios-X e Instrumentação - LORXI
- Laboratório de Superficies e Interfaces - LSI
- Laboratório de Foraminíferos e Micropaleontologia Ambiental - LaFMA

## Núcleos
- Centro de Estudios de Lenguas - CELIN
- Núcleo Interdisciplinar de Medio Ambiente y Desarrollo - NIMAD
- Núcleo de Empresas y Proyectos Multidisciplinares (incubadora tecnológica) - NEMPS
- Núcleo de Asesoría Pedagógica - NAP
- Núcleo Interdisciplinar de Estudios sobre el Tercer Sector - NITS

## Campus
en Curitiba:
- Campus Juvevê
- Campus Centro
- Campus Ciências Agrárias/Cabral
- Campus Centro Politécnico/Centro Politécnico
- Campus Centro Politécnico/Escola Técnica
- Campus Centro Politécnico/Jardim Botânico

otras ciudades:
- Campus Palotina - Palotina
- Campus Estudos do Mar - Pontal do Paraná
- Campus Litoral - Matinhos

## Publicaciones de la UFPR
- Acta Biologica Paranaense
- Boletim Paranaense de Geociências
- Educar em Revista
- Jornal de Ciências do Exercício e do Esporte
- Jornal do Hospital das Clínicas
- Revista de Ciências Humanas
- Revista de Sociología e Política
- Revista do Departamento e Programa de Pós-Graduação
- Revista Eletrônica de Musicologia
- Revista Floresta
- Revista Interação
- Revista Letras
- Scientia Agraria